# 일라와라 호크스
일라와라 호크스(영어: Illawarra Hawks)는 뉴사우스웨일스주, 울런공을 연고지로 하는 NBL 소속 프로 농구 팀이다. 홈경기장은 WIN 엔터테인먼트 센터이다.

## 역대 한국인 선수
- 이현중 (2023년~현재)

## 참조
1. ↑  시즌의 뒷 해로 표기. 2006-2007 시즌의 경우 2007로 표기.